# Llicència de documentació lliure de GNU
La Llicència de documentació lliure de GNU (GNU Free Documentation License, GNU FDL'' o GFDL'', en anglès) és una llicència per a contingut obert, dissenyada per la Free Software Foundation (FSF) per al Projecte GNU.
Aquesta llicència va ser dissenyada per a documentació de programari i altres referències i materials institucionals. Estipula que qualsevol còpia del material, fins i tot de ser modificat, ha de portar la mateixa llicència. Les esmentades còpies poden ser venudes però, de ser produïdes en quantitat, han de ser distribuïdes en un format que garanteixi futures edicions. Viquipèdia és el major projecte que utilitza aquesta llicència.
Moltes persones i grups consideren a GFDL com una llicència no lliure, degut en part a l'ús de text "invariable" que no pot ser modificat o eliminat i la benintencionada però exagerada prohibició en contra de sistemes DRM (Digital Rights Management, o gestió de drets digitals), la qual afecta també alguns usos vàlids. Fins al 16 de març de 2006 el projecte Debian així ho considerava, però ja fa distinció explícita sobre l'existència de seccions invariants, que serien les que impedirien la inclusió d'aquests documents a la secció principal (main) del projecte.

## Parts d'un document
La llicència GFDL distingeix entre les seccions que componen el contingut mateix del document, i altres seccions que tracten sobre el mateix document.

## Utilització de la llicència
Perquè un text sigui cobert per la llicència GFDL, el seu autor ha d'incloure una nota específica de dret d'autor i llicència.

## La Viquipèdia i GFDL
Tots els articles de la Viquipèdia són llicenciats al públic sota els termes i condicions de la llicència de documentació lliure GNU. Els articles de Wikipedia no contenen seccions invariants.